# Niên Canh Nghiêu
Niên Canh Nghiêu (giản thể: 年羹尧; phồn thể: 年羹堯, phiên âm Mãn Châu: niyan geng yoo, 1679 - 1726), tự Lượng Công (亮功), hiệu Song Phong (双峰), là một đại thần người Hán thời nhà Thanh trong lịch sử Trung Quốc. Ông được xem là người có vai trò quan trọng trong suốt hai triều Khang Hi và Ung Chính.

## Thân thế
Niên Canh Nghiêu sinh năm 1679, nguyên quán tại Hoài Viễn, An Huy. Cha là Niên Hà Linh, từng là Tuần phủ Hồ Quảng (nay là Hồ Bắc) dưới triều Khang Hi. Năm Khang Hi thứ 39 (1700), Niên Canh Nghiêu đỗ Đồng tiến sĩ xuất thân, được vào Hàn Lâm viện làm Hàn Lâm Kiểm thảo, từng được bổ làm Chủ khảo thi Hương của hai tỉnh Tứ Xuyên và Quảng Đông, rồi lại chuyển làm Nội các Học sĩ.
Năm Khang Hi thứ 48 (1709), Hoàng tứ tử Dận Chân được tấn phong Ung Thân vương, giữ chức Kỳ chủ Tương Bạch kỳ. Em gái ông được phong làm Trắc Phúc tấn của Ung Thân vương. Nhờ đó, gia tộc Niên vốn thuộc Hán quân Tương Bạch kỳ, nay càng trở nên vinh hiển trong hàng ngũ quý tộc Thanh triều. Bản thân ông cũng trở thành thân tín của Ung Thân vương, ngay năm đó được bổ làm Tuần phủ Tứ Xuyên. Trong suốt 16 năm làm quan cai trị ở Tứ Xuyên, ông đã có nhiều công lao trong thực thi quyền lực của Thanh triều tại một trong những vùng đất có nhiều bộ tộc thiểu số sinh sống với truyền thống tự trị.

## Sự nghiệp quân sự
Năm Khang Hi thứ 56 (1717), một thủ lĩnh bộ tộc Chuẩn Cát Nhĩ là Sách Vọng A Lạp Bố Thản (策妄阿拉布坦) bất ngờ giết chết Lạp Tàng Hãn (拉藏汗), cũng chính là cha vợ của ông ta, dẫn quân chiếm cứ Tây Tạng, tìm cách khống chế Đạt-lại Lạt-ma. Đề đốc Tứ Xuyên là Khang Thái dẫn quân đánh dẹp, nhưng trên đường đi binh sĩ lại bất ngờ nổi loạn, Khang Thái đành phải rút về. Niên Canh Nghiêu biết được, một mặt sai Tham tướng Dương Tận Tín phủ dụ trấn an binh sĩ, mặt khác mật báo về triều đình; đồng thời xin cho mình được giải quyết việc này. Khang Hi khen ngợi Niên Canh Nghiêu tận tâm làm việc, rồi phái Đô thống Pháp La dẫn binh vào Tứ Xuyên giúp ông dẹp phản loạn. Do Tuần phủ không có quyền sử dụng binh lính mà ở Tứ Xuyên việc quân lại rất quan trọng nên năm sau đó đã thăng chức cho Niên làm Tổng đốc Tứ Xuyên kiêm việc Tuần phủ đốc quân Tứ Xuyên vào Tây Tạng dẹp loạn. Năm Khang Hi thứ 59 (1720), Niên được thụ phong chức Định Tây Tướng quân, phò tá Phủ viễn Đại tướng quân Dận Đề dẹp loạn.
Do lập được nhiều công trạng, năm sau Niên được gọi về chầu Khang Hi và được thăng Tổng đốc Xuyên Thiểm, được ban thưởng cho cung tên và nhiều vật phẩm khác.

## Phò tá tân quân
Khang Hi qua đời năm 1723. Trước khi chết, ông chỉ định Ung Thân vương Dận Chân là người kế vị. Mặc dù vậy, vẫn tồn tại hiểm hoạ tranh giành quyền lực giữa các Hoàng tử của Khang Hi. Là một tướng lĩnh nắm binh quyền, cùng với Long Khoa Đa, Niên đã có ảnh hưởng không nhỏ trong việc giữ vững ngôi vị cho Tân đế Ung Chính. Sau khi Hoàng thân Dận Đề được triệu hồi về kinh, ông được thăng làm Phủ viễn Đại tướng quân, cùng Đề đốc Nhạc Chung Kỳ suất lĩnh binh lính trấn áp cuộc nổi loạn ở Thanh Hải của La Bố Tàng Đan Tân (罗布藏丹津), buộc La Bố Tàng Đan Tân phải đào thoát về Mông Cổ. Nhờ chiến tích này, Niên được gia phong hàm Thái bảo, tước Nhất đẳng Công.

## Kết cục bi thảm
Khi vinh hiển đến lúc tột đỉnh, Niên cũng đã tự chuốc lấy bao nhiêu sự ganh ghét của đồng liêu cũng như người em rể đầy quyền lực: Ung Chính. Năm Ung Chính thứ 3 (1725), nhân việc Niên mắc một lỗi nhỏ, cộng thêm sự vu cáo của một số triều thần ganh ghét, Ung Chính cách chức Tổng đốc Xuyên Thiểm của Niên, giáng xuống làm Hàng Châu Tướng quân, làm nhiệm vụ huấn luyện tân binh.
Niên một lòng tận tâm, không hiểu rằng sự ủng hộ chính trị của Ung Chính với ông ta đã dứt và người em rể này đang tìm cách hạ thủ ông ta. Niên ngây thơ dâng tấu biểu lên Ung Chính, mong muốn có thể được tái dụng để thực hiện được các đề xuất của mình. Điều này càng làm Ung Chính xuống tay mạnh mẽ, công khai phê phán Niên là "cách nhìn thay đổi, không biết dụng ý gì.". Khác với Niên, nhiều quần thần nắm được tâm ý Hoàng đế, đã hùa vào kết tội Niên. Tổng đốc Trực Lệ Lý Duy Quân đàn hặc Niên là "Tập hợp quyền lực tác quái, lạm quyền để làm giàu, chia bè kết cánh, thâm lạm công quỹ, giết người vô cớ, tàn hại lương dân".
Đầu năm 1726, Niên bị bắt và bị giải về kinh để xử tội. Niên bị kết cả thảy là 92 tội mà hầu hết là phóng đại hoặc vu khống vô căn cứ nhưng lại hợp ý Hoàng đế. Ung Chính cho Niên hình phạt "Tứ tử" (ban chết) và Niên đã chọn cách tự vẫn trong ngục.

## Gia đình
- Cha: Niên Hà Linh (年遐龄, ? - 1727), từng nhậm Bút thiếp thức, Binh bộ Chủ sự, Hình bộ Lang trung, Hà Nam đạo Ngự sử, Công bộ Thị lang, Hồ Quảng Tuần phủ. Năm Ung Chính nguyên niên (1723), ông được gia hàm Nhất phẩm Thượng thư, 1 năm sau gia hàm Thái phó, được phong làm Nhất đẳng Công, ban thưởng Song nhãn Hoa linh.
- Anh trai:
  - Niên Hi Nghiêu (年希尧, 1671 - 1738), từng đảm nhận các chức vụ Công bộ Hữu Thị lang, Nội vụ phủ Tổng quản Đại thần, Cảnh Đức trấn Ngự diêu xưởng giám tạo.
  - Niên Pháp Nghiêu (年法尧)
  - Niên Tắc Nghiêu (年则尧)
  - Niên Thuật Nghiêu (年述尧)
- Em gái:
  - Niên thị, gả cho Hồ Phượng Huy (胡凤翚). Hồ Phượng Huy từng nhậm Tô Châu Chức tạo. Về sau hai vợ chồng tự sát tại nơi ở.
  - Niên thị, Trắc Phúc tấn của Dận Chân, tức Đôn Túc Hoàng quý phi của Ung Chính Đế.

### Thê thiếp
- Nguyên phối: Nạp Lan thị (纳兰氏), con gái của Nạp Lan Tính Đức, cháu nội của Nạp Lan Minh Châu.
- Kế thất: Ái Tân Giác La thị, con gái của Phụ quốc công Tố Nghiêm (素嚴) - con trai trưởng của Dĩ cách Phụ quốc công Xước Khắc Thác. Xước Khắc Thác là con trai của Phó Lặc Hách, cháu nội của A Tế Cách.

### Hậu duệ
- Con trai:
  1. Niên Hi (年熙)
  2. Niên Phú (年富)
  3. Niên Bân (年斌)
- Con gái: gả vào gia tộc Khổng thị ở Khúc Phụ, tức hậu duệ của Khổng Tử.

## Trong văn hóa đại chúng
| Năm  | Tác phẩm                                     | Diễn viên |
| 1980 | Đại nội quần anh (大内群英)                  | Dương Trạch Lâm (杨泽霖)                                                                                          |
| 1984 | Lã Tứ nương (杨泽霖)                         | Bảo Phương (鲍方)                                                                                                 |
| 1987 | Mãn Thanh tập tam hoàng triều (满清十三皇朝) | Lăng Văn Hải (凌文海)                                                                                             |
| 1995 | Cửu vương đoạt vị (九王夺位)                 | Tử Cẩm Giang (徐锦江)                                                                                             |
| 1996 | Càn Long đại đế (乾隆大帝)                   | Tử Trung Tín (徐忠信)                                                                                             |
| 1997 | Giang hồ kỳ hiệp truyện (江湖奇侠传)         | Hoàng Hải Băng (黄海冰)                                                                                           |
| 1999 | Ung Chính vương triều (雍正王朝)             | Đỗ Chí Quốc (杜志国)                                                                                              |
| 2002 | Lý Vệ đương quan (李卫当官)                  | Đỗ Chí Quốc (杜志国)                                                                                              |
| 2004 | Lý Vệ đương quan 2 (李卫当官 2)              | Đỗ Chí Quốc (杜志国)                                                                                              |
| 2011 | Cung tỏa tâm ngọc                            | Lý Thấm Đông (李沁东) vai Niên Canh Nghiêu Vương Tường Hoằng diễn Cố Tiểu Xuân (顾小春) mạo danh Niên Canh Nghiêu |
| 2011 | Bộ bộ kinh tâm                               | Hình Hân Khanh (邢瀚卿)                                                                                           |
| 2011 | Hậu cung Chân Hoàn truyện                    | Tôn Nịnh (孙甯)                                                                                                   |
| 2014 | Thực vi nô (食为奴)                          | Âu Thụy (欧瑞) |
| 2017 | Hoa Lạc Cung Đình Thác Hoa Nhiên             | Zheng Shi Jiang                                                                                                   |